# Cataspilota duchaillui
Cataspilota duchaillui är en bönsyrseart som beskrevs av Rehn 1960. Cataspilota duchaillui ingår i släktet Cataspilota och familjen Mantidae. Inga underarter finns listade i Catalogue of Life.